# キタキリン
キタキリン(northern giraffeまたはthree-horned giraffe)は、北アフリカに生息するキリン属のタイプ種である。
現在の国際自然保護連合(IUCN)の分類体系では、キリン属はキリン(G. camelopardalis)の一種だけで9つの亜種が存在するとされるが、2つから11の種に分かれるとの説もある。
19世紀以降はアフリカ全体に分布し、セネガル、マリ、ナイジェリアから、西アフリカ、エジプト北部にまで及んだ。ナイジェリアキリンは、かつてアルジェリアとモロッコに生息したが、サハラ砂漠の乾燥帯化により絶滅し、南スーダン、ケニア、チャド、ニジェールに残されるのみとなった。
キリン属の全ての種は、IUCNにより危急種に分類されている。2016年には、全ての亜種を合わせて約9.7万頭いたが、現在、キタキリンの生息数は5,195頭である。

## 分類と進化
現在のIUCNの分類体系では、キリン属には1種(G. camelopardalis)9亜種が分類される。2021年に行われた全ゲノムシーケンスにより、それが別個の種であり、3つの亜種が存在することが示唆された。
| 画像 | 亜種                                  | 記載 | 分布                                                                   |
| ---- | ------------------------------------- | --- | ---------------------------------------------------------------------- |
|      | コルドファンキリン (G. c. antiquorum) | 斑点は、飛節の下と脚の内側に見られる。オスには中央部に瘤がある。                                                 | チャド南部、中央アフリカ共和国、カメルーン北部、コンゴ民主共和国北東部 |
|      | ヌビアキリン (G. c. camelopardalis)   | 多くの場合白い線で囲まれた栗色の斑点で明確に区別されるが、下面には斑点はない。ウガンダキリンのエコタイプも含む。 | 南スーダン東部、エチオピア南西部、ケニヤ、ウガンダ                     |
|      | ナイジェリアキリン (G. c. peralta)    | 他の亜種よりも軽い毛を持ち、飛節の下に葉のような形の模様がある。                                                 | ナイジェリア南西部                                                     |

## 記載

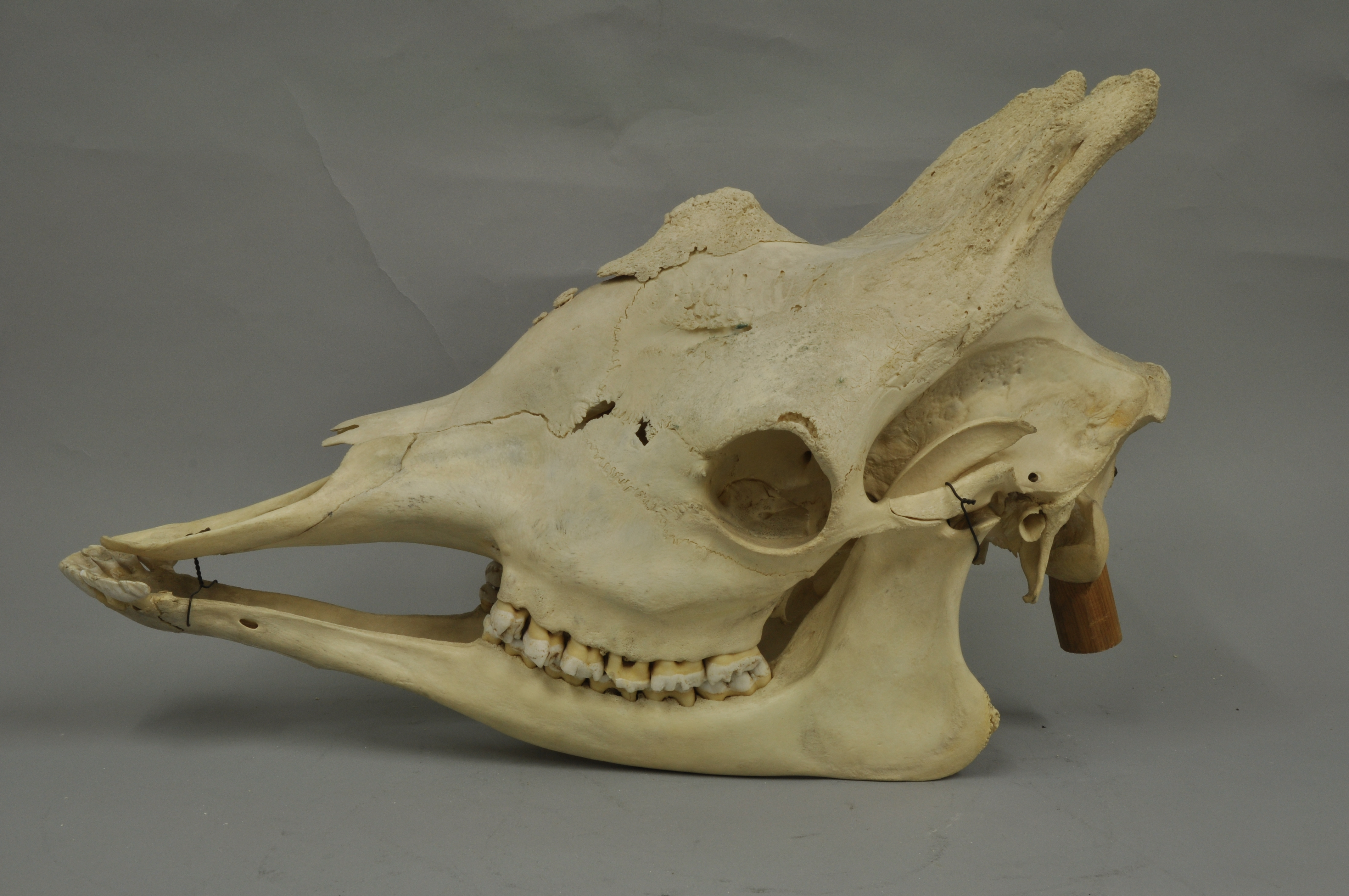
キタキリンの頭蓋骨

キタキリンは、額にオシコーンと呼ばれる角に似た突起を2本持つ。ミナミキリンと比べてオシコーンは大きく長いが、オスのキタキリンは、頭の中央、目の下あたりに、長さ3-5インチの円筒形の3本目のオシコーンを持つ。

## 分布と生息地
キタキリンは、サバンナ、灌木地、疎林に生息する。様々な場所で局地的に絶滅した後、キタキリンは最も数の少なく、最も危機に瀕した種となった。東アフリカでは、大部分がケニアとエチオピア南部で見られるが、コンゴ民主共和国の北東部や南スーダンにもわずかに生息する。中央アフリカの中央アフリカ共和国、チャド、カメルーンには、約2,000頭が生息する。かつては西アフリカに広く分布していたが、現在は数百頭がニジェールのクレにあるドッソ保護地に存在するのみである。これらは、保護地の内外で一般的に見られる。
キタキリンが最初に生息していたのは、鮮新世後期のチャドであり、かつては北アフリカに豊富に生息していた。更新世初期から第四紀にかけては、アルジェリアにも生息していた。サハラ砂漠がキリンの生存に適さない乾燥気候となり絶滅する西暦600年頃までは、モロッコにも生息していた。リビア、エジプトでも既に絶滅している。